# Xizicus bimaculus
Xizicus bimaculus is een rechtvleugelig insect uit de familie sabelsprinkhanen (Tettigoniidae). De wetenschappelijke naam van deze soort is voor het eerst geldig gepubliceerd in 2019 door Liu, Chen, Wang en Chang.